# Stenstorps distrikt
Stenstorps distrikt är ett distrikt i Falköpings kommun och Västra Götalands län.
Distriktet ligger nordost om Falköping och i det ingår tätorten Stenstorp.

## Tidigare administrativ tillhörighet
Distriktet inrättades 2016 och utgörs av tidigare Stenstorps socken i Falköpings kommun.
Området motsvarar den omfattning Stenstorps församling hade vid årsskiftet 1999/2000.